# South of Market
South of Market, veelal verkort tot SoMa of SOMA, is een relatief omvangrijke buurt in het centrum van de Amerikaanse stad San Francisco (Californië). 
Het stadsdeel ligt, zoals de naam aangeeft, ten zuiden van Market Street en omvat verschillende kleinere wijken, zoals South Park, South Beach, (delen van) Mission Bay en Rincon Hill. Zoals het geval is bij veel stadsdelen en buurten, is de definitie van wat nu juist South of Market is niet eenduidig. Het deel van de stad met straten loodrecht op en parallel aan Market Street, ten noorden van de Central Freeway (U.S. 101) en ten westen van de Baai van San Francisco vormt de kern van de buurt waarover het minst twijfel lijkt te bestaan. Ten zuidoosten van Townsend Street begint volgens sommigen al een andere buurt, Mission Bay, die soms wel en soms niet bij SoMa wordt gerekend.
Verschillende van San Francisco's musea zijn in South of Market gevestigd, en dan vooral in de omgeving van Mission en Howard Street, dicht bij Market Street. Bekend zijn het San Francisco Museum of Modern Art, het Yerba Buena Center for the Arts, het Cartoon Art Museum en de Oude Munt. Verder hebben heel wat computer- en softwarebedrijven hun hoofdzetel in South of Market.